# ADEM
ADEM (англ. Automated Design Engineering Manufacturing) — російська інтегрована CAD/CAM/CAPP — система, призначена для автоматизації конструкторсько-технологічної підготовки виробництва (КТПП). ADEM був створений як єдиний продукт, що включає в себе інструментарій для проєктантів і конструкторів (CAD), технологів (CAPP — Computer-Aided Process Planning) і програмістів ЧПК. Тому він містить декілька різних предметно-орієнтованих САПР під єдиною логікою керування і на єдиній інформаційній базі. ADEM дозволяє автоматизувати такі види робіт:
- 3D і 2D моделювання та проектування; оформлення проектно-конструкторської й технологічної документації;
- проєктування технологічних процесів; аналіз технологічності й нормування проекту;
- програмування устаткування.

ADEM застосовується у різних галузях: авіаційній, атомній, аерокосмічній, машинобудівній, металургійній, верстатобудівній та інших.

## Інтернет-ресурси
- http://www.adem.ru [Архівовано 12 жовтня 2007 у Wayback Machine.]
- http://www.pcl-ulm.de/ [Архівовано 11 вересня 2010 у Wayback Machine.]
- http://www.net-vision.de/ [Архівовано 25 січня 2009 у Wayback Machine.]